# Dziennik Bydgoski

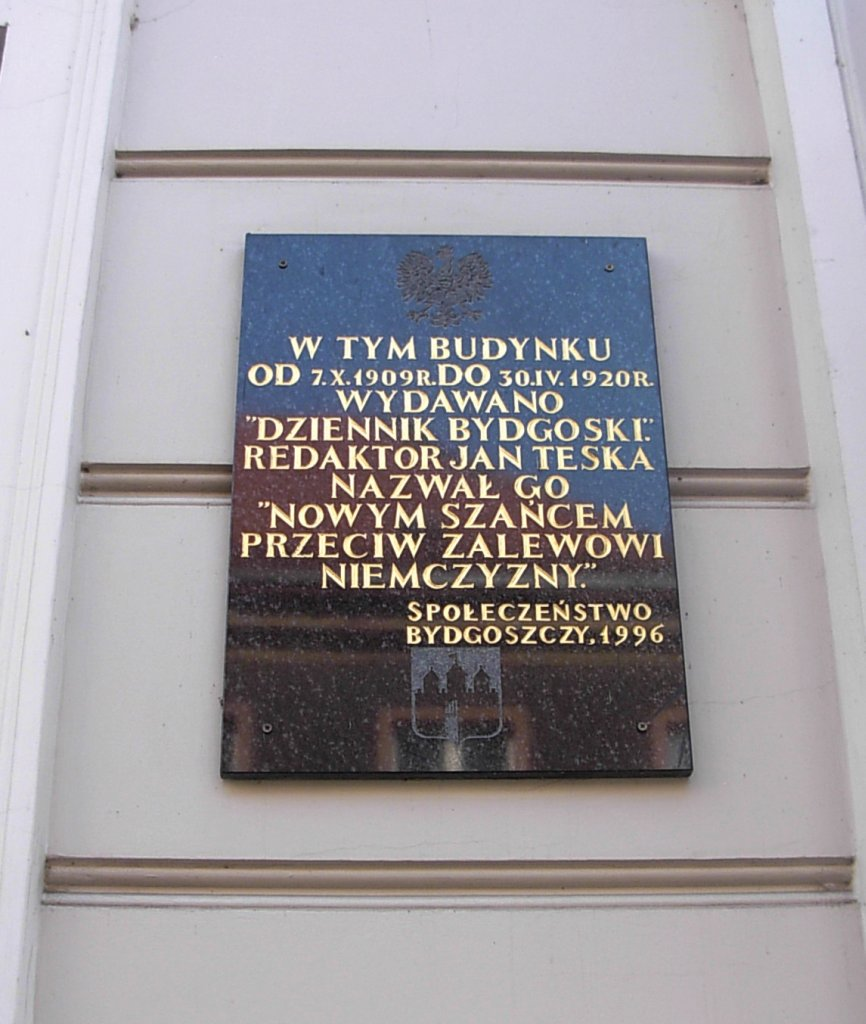
Tablica pamiątkowa na budynku Długa 52, w którym wydawano Dziennik Bydgoski przed 1920 r.

Dziennik Bydgoski – polski dziennik ukazujący się w Bydgoszczy w latach 1907–1939, a od 1920 roku także w województwie poznańskim i pomorskim. Główne polskie pismo codzienne w Bydgoszczy z okresu zaboru pruskiego i okresu międzywojennego.

## Historia

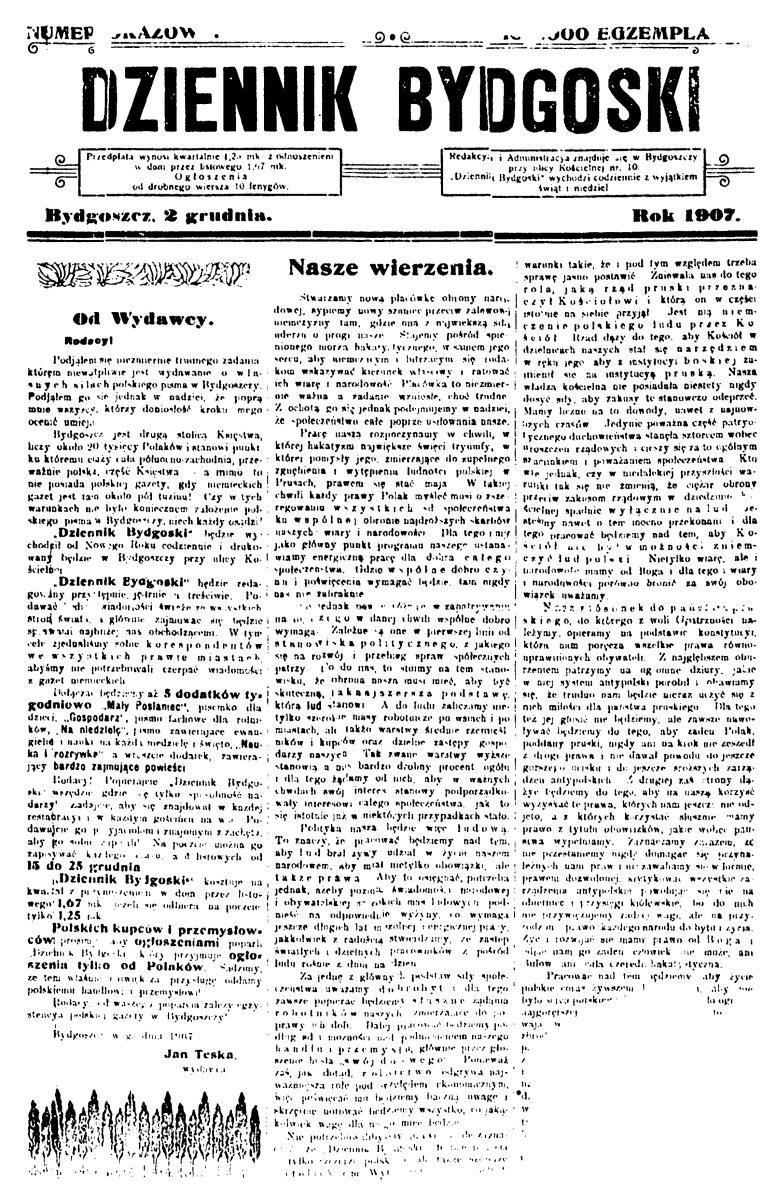
Pierwszy numer Dziennika Bydgoskiego” 2 grudnia 1907 r.

Pierwsza gazeta nazywana „Dziennikiem Bydgoskim” została założona 1 kwietnia 1902 r. przez Stanisława Tomaszewskiego. Wydawcę nękały szykany ze strony pruskich władz. Gdy w 1904 r. uwięziono go za wydrukowanie śpiewnika polskiego, gazetę wykupił wydawca „Dziennika Berlińskiego” Karol Bose, a w styczniu 1905 r. zaprzestał jej wydawania.
Pomimo ucisku jaki stosowali pruscy nacjonaliści, miejscowi działacze narodowi nie rezygnowali jednak z prób założenia własnej gazety. Polscy adwokaci (Melchior Wierzbicki), lekarze (Jan Biziel), przemysłowcy (Józef Milchert) i rzemieślnicy pomogli 31-letniemu redaktorowi Janowi Tesce zakupić niezbędne maszyny drukarskie i 2 grudnia 1907 r. w budynku narożnym Długa 52 – Jana Kazimierza 5 wydrukowano pierwszy numer „Dziennika Bydgoskiego” w nakładzie 2,5 tys. egzemplarzy.
W jego zamierzeniu „Dziennik” miał być „placówką obrony narodowej, nowym szańcem przeciw zalewowi niemczyzny”. Swoje pismo Teska adresował do „ludu” (drobni chłopi, rzemieślnicy, robotnicy), a myślą przewodnią była chęć podniesienia świadomości narodowej Polaków. Redakcja wzywała do pielęgnowania języka ojczystego oraz wychowywania młodzieży w duchu narodowym.
Agitacja polskich działaczy oraz osobowość Jana Teski zadecydowała, iż „Dziennikowi” udało się przeżyć najtrudniejszy początkowy okres, mimo wielu utrudnień jakie stwarzały władze pruskie (rewizje, konfiskaty, rozprawy sądowe, kary grzywny i aresztu). W 1914 r. liczba prenumeratorów wzrosła do 5 tys., a nakład do 6 tys. Gazeta skonsolidowała polskie poczynania społeczne w Bydgoszczy. Szeroką działalność polonizacyjną rozwinął Dom Polski, ożywiła się działalność stowarzyszeń polskich, chórów, zespołów młodzieżowych i robotniczych. Podczas I wojny światowej pod nieobecność redaktorów wcielonych do Armii Cesarstwa Niemieckiego, Dziennik Bydgoski redagowały kobiety: Wincentyna Teska, Melania Gońska, Stefania Tuchołkowa i J. Nowakowska. 20 stycznia 1920 r. redakcja powitała wkraczające do Bydgoszczy Wojsko Polskie okolicznościowym artykułem patriotycznym.
Kryzys powojenny i postępująca inflacja sprawiły, że w 1920 r. wydawnictwo „Dziennik Bydgoski” popadło w trudności finansowe i przestało być własnością Jana Teski i jego żony Wincentyny, przekształcając się w listopadzie tego roku w spółkę akcyjną „Drukarnia Bydgoska SA”. Po kilku latach kierowania redakcją przez Konrada Fiedlera, ponownie redaktorem naczelnym został Jan Teska. Od tej chwili pismo stało się trybuną polityczno-społecznych idei Chrześcijańskiej Demokracji, krzewiącą hasła solidarności narodowej. Znamienne dla gazety były jednak częste zwroty w kierunku endecji, obozu pomajowego i sanacji. Po przewrocie majowym "Dziennik" otwarcie nawoływał do ugody ruchu chadeckiego z sanacją. W końcu 1935 r. przyczynił się do utworzenia w Bydgoszczy Chrześcijańskiej Ligi Pracy. Wrogo odnosił się do Centrolewu, a w latach 1936–1938 popierał ideę utworzenia „jednolitego frontu narodowego" z udziałem SN, NPR i SL. Gdy ta idea ta nie doczekała się urzeczywistnienia, opowiadał się za rychłym połączeniem ChD i NPR, do czego istotnie doszło w październiku 1937 r.

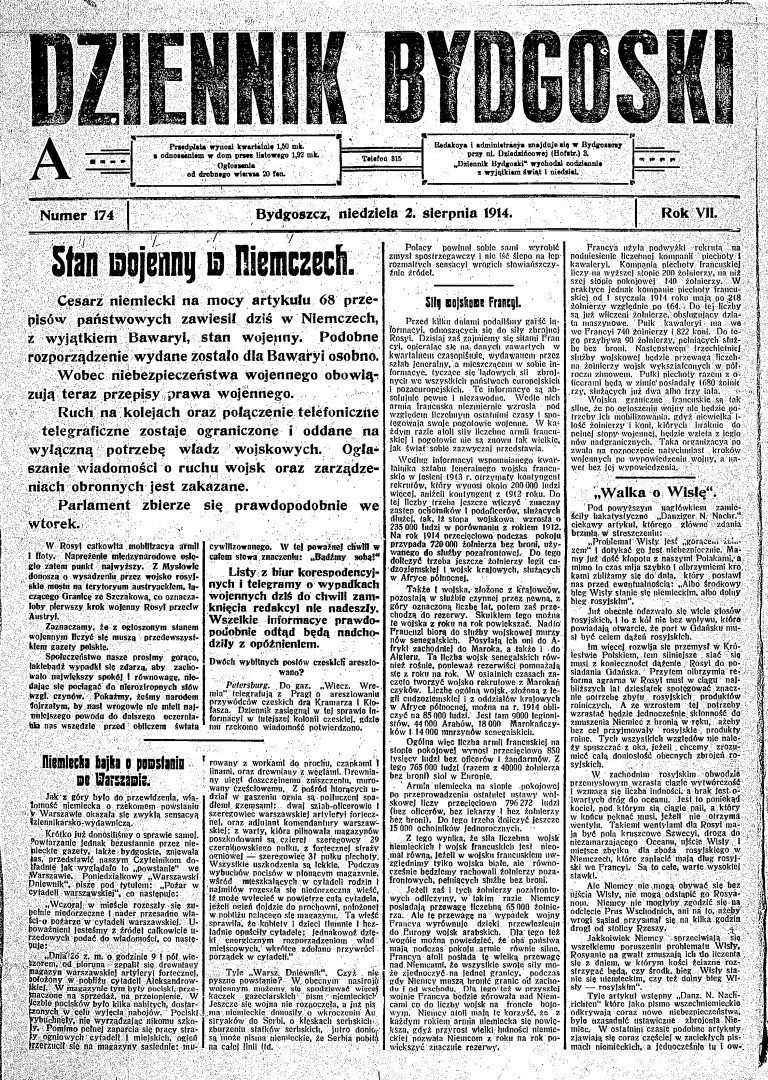
Numer z 2 sierpnia 1914 r. informujący o wybuchu I wojny światowej

Redaktorzy Dziennika Bydgoskiego wspierali wszystkie przedsięwzięcia miejscowych stowarzyszeń kulturalnych, upowszechniali wiedzę o życiu literackim i teatrze. Gazeta dysponowała korespondentami terenowymi i zagranicznymi, m.in. w Paryżu, Berlinie, Rzymie, Londynie. Redaktorami, którzy wywierali największy wpływ na oblicze i zawartość „Dziennika”, byli: Stanisław Nowakowski oraz Stanisław Brandowski. Wraz z redakcyjnym karykaturzystą Pawłem Griniowem w znacznej części wypełniali oni swoimi felietonami łamy pisma, które na początku lat 30. ukazywało się w nakładzie 30 tys. egzemplarzy, tłoczonych w Drukarni Bydgoskiej, będącej piątym pod względem zamożności wydawnictwem prasowym w ówczesnej Polsce. Poza sprawnym serwisem dotyczącym nowości wydawniczych z literatury pięknej, naukowej, publicystycznej i praktyczno-użytkowej, redakcja publikowała oryginalne teksty literackie: wiersze, powieści w odcinkach, opowiadania i baśnie dla dzieci. Swoje utwory zamieszczali tu poeci: Ludomir Benedyktowicz, Alina Prus-Krzemińska, Krzysztof Stasicki, Stanisław Bonin, Leon Leliwa-Daszkiewicz, Jan Kauczor, Alfred Kowalkowski, Tadeusz Nowakowski, prozę drukowali: Stanisław Brandowski, Stefania Tuchołkowa, Marian Turwid. Pismo w latach 20. wyrażało rozmaity stosunek do istnienia i działalności miejscowego teatru. W latach 30. recenzje nabrały charakteru fachowych i życzliwych ocen, a pisali je Jan Piechocki i Henryk Kuminek.
"Dziennik Bydgoski" w dwudziestoleciu międzywojennym był najważniejszą gazetą codzienną w Bydgoszczy. W pierwszych latach powojennych nakład jego wynosił 15 tys. egzemplarzy, a później systematycznie wzrastał: osiągając w 1929 r. 42 tys. Dziennik był wtedy największym pismem Polski zachodniej, a jednocześnie zaliczał się do pierwszej dziesiątki pism codziennych w skali ogólnokrajowej.
W 1939 r. w redakcji „Dziennika Bydgoskiego” pracowało 10 etatowych pracowników: Stanisław Nowakowski (działacz plebiscytowy na Warmii), Zygmunt Felczak (późniejszy założyciel Ilustrowanego Kuriera Polskiego i wicewojewoda pomorski), Stanisław Strąbski, Edmund Kuminek, Józef Kołodziejczyk, Aleksander Kiedrowski, Wincenty Sławiński, Janina Hernetówna, Edmund Klessa, Dionizy Wesołek. Współpracowali m.in. Henryk Ryszewski (korespondent w Warszawie), Tadeusz Kiełpiński (korespondent w Paryżu), Paweł Skrzypczak (rysownik), Edmund Heydak (karykaturzysta), Alfons Rezler (recenzent muzyczny). Dziennik posiadał także redaktorów terenowych obsługujących mutacje Dziennika w: Inowrocławiu, Toruniu, Grudziądzu, Gdyni, Tczewie, i Świeciu.
Wraz z gazetą ukazywały się dodatki tematyczne: „kobiecy”, „światek dziecięcy”, „ze świata medycyny”, „film”, „tygodnik sportowy”. Od lutego 1939 r. wydawano także mutację przeznaczoną dla mieszkańców wsi – „Polska Niwa”, której redaktorami byli: Zygmunt Felczak, Dionizy Wesołek, Janina Hernetówna i Edmund Klessa.
Po wybuchu II wojny światowej we wrześniu 1939 r. hitlerowcy zburzyli budynek redakcji i drukarni Dziennika Bydgoskiego. Spośród dziennikarzy w okresie wojny zginęli m.in. Stanisław Nowakowski, Edmund Kuminek, Aleksander Kiedrowski, Wincenty Sławiński. W obozie koncentracyjnym zginął dyrektor drukarni Władysław Żewicki, zaś w marcu 1945 r. zmarł założyciel Dziennika Jan Teska. Po zakończeniu wojny pisma nie wznowiono, a dziennikarze kontynuowali swą pracę w licznych nowo założonych gazetach bydgoskich.

## Siedziba
W okresie 1908–1920 r. redakcja Dziennika Bydgoskiego mieściła się na parterze budynku narożnego Długa 52 – Jana Kazimierza 5. W okresie międzywojennym redakcję przeniesiono do kamienicy przy ul. Poznańskiej 14-16. Druk egzemplarzy gazety wykonywano w Drukarni Bydgoskiej stojącej w podwórzu posesji.